# Daniel Couvreur
Pour les articles homonymes, voir Couvreur (homonymie).
Daniel Couvreur, né en 1962 à Bruxelles (province du Brabant), est un journaliste, écrivain, scénariste de bande dessinée, conférencier et commissaire d'exposition belge connu comme spécialiste de la bande dessinée belge francophone. Il est le chef du service culture au quotidien belge Le Soir.

## Biographie

### Jeunesse
Daniel Couvreur naît en 1962, à Bruxelles. Il y grandit près de l'immeuble Tintin et des studios Belvision. Il étudie le journalisme à l'Université libre de Bruxelles d'où il sort diplômé,.

### Journaliste
En 1987, il fait son entrée au quotidien belge Le Soir. Vingt ans plus tard, il est responsable du MAD (Le Magazine des Arts et du Divertissement), le supplément culturel du journal Le Soir. Il donne la conférence Tintin à l’heure de la colonisation d'une durée de 63 min à l'ambassade de France à Jérusalem en Israël en novembre 2007. En 2008, il tient le blog Ket Paddle où selon Nicolas Anspach rédacteur en chef d'ActuaBD et futur éditeur écrit qu' « [...] il y partage ses goûts, ses critiques et certaines de ses interviews ». « On peut y lire notamment un remarquable entretien avec Cyril Pedrosa, l’auteur de Trois Ombres ».
En 2009, il est également secrétaire de rédaction.
En 2012, il contribue au magazine numérique mélangeant fiction et réalité Úropa, aux côtés de Bernard Hislaire, Laurence Erlich-Hislaire, Jean Quatremer, Pascal Martin.
Depuis 2013, il est responsable du service Culture.
Comme critique spécialisé de bande dessinée, il livre régulièrement des articles ayant trait au 9e art, en 2023, il est qualifié d'expert par la chaîne de télévision publique belge la Radio-télévision belge de la Communauté française (RTBF). Depuis le premier numéro du mook Tintin, c'est l'aventure en 2019, il est chargé du contenu rédactionnel plus tintinophile,.

### Écrivain
Comme écrivain, on lui doit l'écriture d'un ouvrage sur l'architecture intitulé Le Caprice des dieux, d'un autre sur le graphisme et Lucien De Roeck, le graphiste qui a conçu le logo de l'Atomium en 1958 et le sur le 9e art. Il écrit des ouvrages sur Tintin : Les Vrais Secrets de la Licorne (Moulinsart, 2006) et À la recherche de Rackham le Rouge (Moulinsart, 2007), Tintin au Congo de papa (Moulinsart, 2010) (2010), Tintin chez les Belges (Moulinsart, 2011), Les Mémoires de Mille Sabords ou Du Crabe Rouge au Crabe aux pinces d'or,. Il collabore également aux dossiers de l'intégrale de XIII de William Vance et Jean Van Hamme ainsi qu'aux Carnets de Jacobs, au Guide de Londres de Blake et Mortimer sur Edgar P. Jacobs et ses personnages emblématiques Blake et Mortimer.
Il raconte l'histoire du studio de dessin animé Belvision dans Belvision « Le Hollywood européen du dessin animé » publié aux éditions Le Lombard en 2013. Cet ouvrage lui vaut d'être récipiendaire du prix Saint-Michel de la presse qu'il partage avec Patrick Gaumer l'année suivante,,.

### Commissaire d'exposition
Il est également commissaire d'expositions principalement tenues au Centre belge de la bande dessinée dont il célèbre le 20e anniversaire avec La BD 20 anss après : 21 œuvres racontent la BD, puis en 2013, à l'occasion du centenaire de la naissance de Willy Vandersteen, il monte une grande exposition rétrospective. C'est à Paris aux galeries nationales du Grand Palais qu'est montée la plus grande exposition consacrée à Hergé. Tandis qu'à l'occasion de 75 ans de Blake et Mortimer, il célèbre Le secret des espadons en 2021. En 2024, à l'occasion des 35 ans du CBBD, une nouvelle exposition permanente consacrée à la bande dessinée belge : Un siècle de BD belge est présentée sous son commissariat,.

### Années 2020
En avril 2020, il invite dans les pages de son journal 27 auteurs belges de bande dessinée à s’exprimer librement sur le thème de la résistance positive au confinement dont François Deflandre, Laurent Durieux, François Schuiten, Jannin et Liberski, Bernard Yslaire, Dany, Philippe Francq, Johan De Moor, Janry, Éric Lambé, Olivier Grenson, Marianne Duvivier, Serge Dehaes, Michel Kichka, André Taymans, Didier Alcante, Mathieu Burniat, Jacques Louis, Thierry Van Hasselt et Barly Baruti.
Il rédige également les textes d'accompagnement des 250 dessins dont une majorité d'illustrations inédites en couleurs de l'artbook intitulé : Une vie en dessins publié aux éditions Champaka en 2020.
En 2022, il publie Le Faux Soir chez Futuropolis avec le scénariste Denis Lapière, l'éditeur Sébastien Gnaedig et le dessinateur Christian Durieux, le récit met les auteurs en situation, album qui sera récompensé de plusieurs prix.
En outre, il est membre du jury du prix Diagonale.
Il existe des traductions de ses ouvrages en langue anglaise, portugaise et néerlandaise.

## Œuvre
Liste sélective

### Bandes dessinées
- Le Faux Soir[29],[30],[31], Futuropolis, Paris, 26 novembre 2021
Scénario : Denis Lapière - Dessin : Christian Durieux - Couleurs : noir et blanc -  (ISBN 978-2-7548-3077-5),Documentation : Daniel Couvreur.

### Artbooks
- Murena[32], Dargaud, Paris, 11 décembre 2015
Scénario : Jean Dufaux - Dessin et couleurs : Philippe Delaby -  (ISBN 9782505064480),Textes : Daniel Couvreur.
- Une vie en dessins[25], Champaka, Bruxelles, 2 octobre 2020
Scénario, dessin et couleurs : Frank Pé -  (ISBN 978-2-390-41018-8),Texte de Daniel Couvreur. Présentation de 250 dessins avec une majorité d'illustrations inédites en couleurs.
- Victor Hubinon - Une vie en dessins[33],[34],[35], Dupuis - Champaka, 14 janvier 2022
Scénario : Daniel Couvreur - Dessin : Victor Hubinon - Couleurs : quadrichromie -  (ISBN 978-2-390-41003-4)

### Préfaces, postfaces, contributions
Quick et Flupke
- 11. 11e série[36], Casterman, coll. « Le Soir », Bruxelles, 17 avril 2015
Scénario et dessin : Hergé - Couleurs : quadrichromie -  (ISBN 978-2-203-09670-7),Préface : Daniel Couvreur et Philippe Goddin. Supplément de 7 pages de photos et de texte : Ultimes exploits. Paru avec le journal Le Soir du 17 avril 2015.

### Essais et études sur la bande dessinée
- Les Vrais Secrets de La Licorne[37], Moulinsart, Bruxelles, mars 2006
Scénario et dessin : Hergé - Couleurs : noir et blanc -  (ISBN 2-87424-118-0),Contributions de Philippe Goddin et Daniel Couvreur. Format à l'italienne
- À la recherche du Trésor de Rackham le Rouge[38], Moulinsart, Bruxelles, mai 2007
Scénario et dessin : Hergé - Couleurs : noir et blanc -  (ISBN 978-2-87424-160-4),Contributions de Philippe Goddin et Daniel Couvreur. Préface : Dominique Maricq. Format à l'italienne
- Tintin au Congo de Papa[12],[39], Moulinsart, Bruxelles, juin 2010
Scénario : Daniel Couvreur - Dessin : Hergé - Couleurs : quadrichromie -  (ISBN 978-2-87424-212-0),Édition spéciale parue avec Le Soir du 30 juin 2010.
- Tintin chez les Belges[40], Moulinsart, Bruxelles, janvier 2011
Scénario : Daniel Couvreur - Dessin : Hergé - Couleurs : quadrichromie -  (ISBN 978-2-87424-238-0),Préface : Philippe Geluck. Le Soir propose à ses lecteurs un album exceptionnel : Un Tintin au parfum de Sabena, de moules à gaufres et de Syldaves à l’accent bien de chez nous. 64 pages.
- Archibald Haddock les mémoires de mille sabords[41], Moulinsart, Bruxelles, août 2011
Scénario : Daniel Couvreur - Dessin : Hergé - Couleurs : quadrichromie -  (ISBN 978-2-87424-256-4),Édition spéciale parue avec Le Soir du 20 août 2011. Réédition en 2021  (ISBN 978-2-8104-3180-9)
- Du Crabe rouge au Crabe aux pinces d'or[42],[13] , Moulinsart, Bruxelles, janvier 2013
Scénario et dessin : Hergé - Couleurs : quadrichromie -  (ISBN 978-2-87424-315-8),Sommaire : - Textes de Daniel Couvreur - Illustrations d'Hergé parues dans Le Soir-Jeunesse - 56 planches de 3 strips chacunes, parues du 17 octobre 1940 au 28 mai 1941 - 28 planches de 2 strips chacunes, parues du 4 juin au 3 septembre 1941 - 23 strips parus dans Le Soir du 23 septembre 1941 au 18 octobre 1941. - 303 X 233 mm - Couverture imprimée sur papier mat - Dos rond bordeaux avec titre imprimé - Pages de garde bordeaux sans illustration.
- Daniel Couvreur, Belvision[14],[16],[17] : « Le Hollywood européen du dessin animé », Bruxelles, Le Lombard, 6 décembre 2013, 256 p. (ISBN 978-2-8036-3121-6).

### Recueils et revues
Beaux Arts Magazine. Hors série L'Express
- Le Rire de Tintin les secrets du génie comique d'Hergé, Hors série L'Express 2014.

dBD
- Blake et Mortimer - Mythes et conséquences, dBD Hors Série no 18, 2016
- Blake et Mortimer - Jacobs décrypté, dBD Hors Série no 21, 2020
- dBD Hors Série no 23 janvier 2022.

Tintin c’est l’aventure
- Tintin et les méchants (2022).

### Autres
- Daniel Couvreur, Le Caprice des dieux[4], Altera, 1996, 125 p. (OCLC 1076095789).
- Daniel Couvreur, Michel Olyff et Karl Scheerlinck, Lucien De Roeck, Gand, Borgerhoff et Lamberigts, 2008, 158 p. (ISBN 9789089310262).

### Catalogues d’exposition
- Hergé : [exposition], Paris, Grand Palais, Galeries nationales, 28 septembre 2016-15 janvier 2017

Auteurs: Cécile Maisonneuve (Collecteur), Benoît Mouchart (Collecteur), Daniel Couvreur (Collecteur), Établissement public de la Réunion des musées nationaux et du Grand Palais des Champs-Élysées (France) (Éditeur), Musée Hergé (Louvain-la-Neuve, Belgique) (Éditeur).
- (nl) Daniel Couvreur et Centre belge de la bande dessinée, W. Vandersteen, 1913-2013 Willy Vandersteen vertelt, Bruxelles, Centre belge de la bande dessinée, 2013 (OCLC 901694624),Exposition Centre belge de la bande dessinée, Bruxelles du 12 mars au 1er septembre 2013.

### Commissariat d'expositions
- La BD 20 ans après : 21 œuvres racontent la BD[18], Centre belge de la bande dessinée, Bruxelles en 2009.
- W. Vandersteen, 1913-2013[19], CBBD, Bruxelles du 12 mars au 1er septembre 2013
- Hergé au Grand Palais[44],[20], Galeries nationales du Grand Palais, Paris du 28 septembre 2016 au 15 janvier 2017 ;
- Blake et Mortimer - Le secret des espadons, CBBD, Bruxelles du 30 septembre 2021 au 1er mai 2022[45],[21],[46],[47].
- Un siècle de BD belge, Musée de la bande dessinée de Bruxelles, exposition permanente dès le 5 octobre 2024[48].

## Récompenses
- 2009 :  prix Ex-libris[1] dans la catégorie presse écrite décerné par les membres de l'Association des éditeurs belges de langue française (ADEB) et d'anciens lauréats de ce prix ;
- 2014 :  prix Saint-Michel de la presse pour Belvision, le Hollywood européen du dessin animé partagé avec Patrick Gaumer pour Monographie Grzegorz Rosinski[49] ;
- 2022 :  prix Atomium : prix cognito de la Bande dessinée historique et prix de la Ville de Bruxelles pour Le Faux Soir avec Denis Lapière et Christian Durieux[27].

#### Livres
: document utilisé comme source pour la rédaction de cet article.
- Jacques De Decker, « Abécédaire du schieven architek », dans Belgique, toujours grande et belle, Bruxelles, Éditions Complexe, 1998, 597 p., ill. ; 24 cm (ISBN 9782870277324 et 2870277326, OCLC 406325619, lire en ligne), p. 101. .
- Philippe Mellot, Michel Denni, Laurent Turpin et Isabelle Morzadec, Trésors de la bande dessinée : BDM 2023-2024 - Catalogue encyclopédique et Argus, Paris, Les Arènes, novembre 2022, 23e éd., 1677 p., ill. ; 23 cm (ISBN 9791037507280, OCLC 1351462460, présentation en ligne), p. 486, 1410. .

#### Périodiques
- Daniel Couvreur (interviewé par Frédéric Bosser), « Au nom de l'enfance », dBD, no 79,‎ décembre 2013 - janvier 2014, p. 96-97 (ISSN 1951-4050).
- Daniel Couvreur (interviewé par Jean-Pierre Fuéri), « Interview : Jacobs, le rideau s'entrouvre - Entretien avec Daniel Couvreur », Casemate, no 77,‎ janvier-février 2015, p. 4-8 (ISSN 1964-504X).
- Éric Dubois et Daniel Couvreur (interviewés), « Éric Dubois et Daniel Couvreur, commissaires de l'exposition Le Secret des Espadons au Centre Belge de la Bande Dessinée », dBD Hors-série Blake, no 4,‎ janvier 2022 (ISSN 1951-4050)
- Daniel Couvreur (interviewé par Antoine Béhoust), « Les + de Casemate.fr : Daniel Couvreur : « Oui, on peut faire du neuf avec du vieux ! » », Casemate, no 171,‎ août-septembre 2023 (ISSN 1951-4050, lire en ligne, consulté le 1er novembre 2024).
- Daniel Couvreur (interviewé par Frédéric Bosser), « « Il n'existe pas une BD belge, mais bien des BD belges » », dBD, no 189,‎ décembre 2024 - janvier 2025, p. 8-11 (ISSN 1951-4050).

#### Articles
- Daniel Couvreur (interviewé par Alain Devalpo), « La BD belge à l’épreuve de la "cancel culture" », Globe Reporters,‎ janvier 2022 (lire en ligne, consulté le 5 septembre 2023).

### Vidéographie
- [vidéo] « D. Couvreur - Présentation de la BD "le Faux Soir" - 2022-02 », sur YouTube par la Fondation Auschwitz (32 min 51 s), 22 février 2022.